# Dollar (munt)

Landen die een dollar gebruiken
Landen die de Amerikaanse dollar gebruiken
Landen die de Oost-Caribische dollar gebruiken
Landen die vroeger een dollar gebruikten

Dollar (vaak weergegeven met het dollarteken $) is de naam van de officiële muntsoort en bankbiljetten van veel landen, territoria en gebiedsdelen, waaronder de Verenigde Staten, Canada en Australië.

## Etymologie
De naam stamt af van de Joachimsthaler, een munt die geslagen werd van het zilver dat gevonden werd bij het Tsjechische Jáchymov of 
Sankt Joachimsthal. De naam werd verkort tot Thaler, later Taler. 

## Dollars in verschillende landen
- Amerikaanse dollar (in de Verenigde Staten, de Britse Maagdeneilanden (Verenigd Koninkrijk), Ecuador, El Salvador, Micronesië, Oost-Timor, Palau, de Turks- en Caicoseilanden (Verenigd Koninkrijk), Bonaire, Saba en Sint Eustatius (Nederland), Zimbabwe (deels))
- Australische dollar (in Australië, Nauru, Tuvalu), de helft van het voormalige Australisch pond
- Bahamaanse dollar (in de Bahama's)
- Barbadiaanse dollar (in Barbados)
- Belizaanse dollar (in Belize)
- Bermudaanse dollar (in Bermuda)
- Bruneise dollar (in Brunei)
- Canadese dollar (in Canada)
- Fijische dollar (in Fiji)
- Guyaanse dollar (in Guyana)
- Hongkongse dollar (in Hongkong)
- Jamaicaanse dollar (in Jamaica)
- Kaaimaneilandse dollar (in de Kaaimaneilanden)
- Liberiaanse dollar (in Liberia)
- Maleisische dollar (in Maleisië)
- Namibische dollar (in Namibië)
- Newfoundlandse dollar (tot 1949 in Newfoundland)
- Nieuw-Zeelandse dollar (in Nieuw-Zeeland)
- Oost-Caribische dollar (in Anguilla, Antigua en Barbuda, Dominica, Grenada, Montserrat, Saint Kitts en Nevis, Saint Lucia en Saint Vincent en de Grenadines)
- Salomon-dollar (in de Salomonseilanden)
- Singaporese dollar (in Singapore)
- Sumatradollar (op Sumatra tot 1824)
- Surinaamse dollar (in Suriname)
- nieuwe Taiwanese dollar (in Taiwan)
- Trinidad en Tobagodollar (in Trinidad en Tobago)

In het Verenigd Koninkrijk werd de crown (een munt van vijf shilling) ook wel dollar genoemd. Deze benaming was in gebruik in het begin van de 19e eeuw en werd later in de Tweede Wereldoorlog door Amerikaanse soldaten opnieuw gebruikt. Dit komt dus niet overeen met de Australische dollar, die tien shilling waard is.